# مرحبا، إنه الدب يوغي!
مرحباً,إنه الدب يوغي! (بالإنجليزية: Hey There, It's Yogi Bear!)‏ هو فيلم رسوم متحركة موسيقي كوميدي من إنتاج هانا-باربيرا برودكشن وتوزيع من قبل شركة كولومبيا بيكتشرز صدر الفيلم في 3 يونيو 1964 . بطولة داوس بتلر , دون ميسيك , جولي بينيت , ميل بلانك وجيمس أومالي و من إخراج جوزيف باربيرا مع ويليام هانا .
استنادًا من المسلسل كرتوني التلفزيوني ذا يوغي بير شو , يعتبر أول فيلم مسرحي من إنتاج هانا-باربيرا .

## روابط خارجية
مرحباً,إنه الدب يوغي! على موقع IMDb (الإنجليزية)
- مرحباً,إنه الدب يوغي! على موقع روتن توميتوز (الإنجليزية)
- مرحباً,إنه الدب يوغي! على موقع نتفليكس (الإنجليزية)
- مرحباً,إنه الدب يوغي! على موقع ألو سيني (الفرنسية)
- مرحباً,إنه الدب يوغي! على موقع Turner Classic Movies (الإنجليزية)
- مرحباً,إنه الدب يوغي! على موقع أول موفي (الإنجليزية)
- مرحباً,إنه الدب يوغي! على موقع فيلمافينيتي (الإسبانية)
- مرحباً,إنه الدب يوغي! على موقع قاعدة بيانات الفيلم (الإنجليزية)
- مرحباً,إنه الدب يوغي! على موقع ليتربوكسد (الإنجليزية)
- مرحباً,إنه الدب يوغي! على موقع كينوبويسك (الروسية)